# Dermatoglyphe

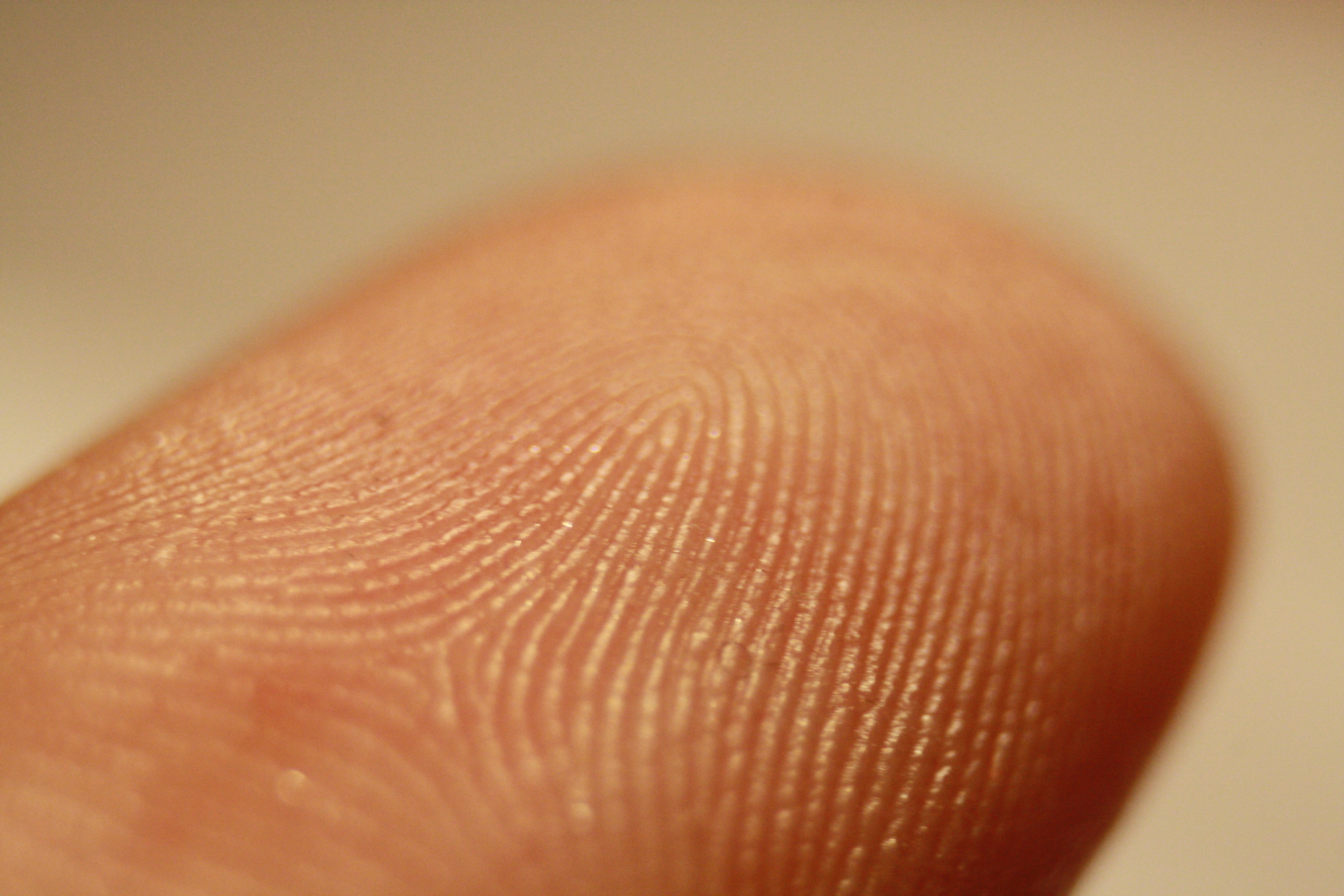
Dermatoglyphes du doigt montrant les plis papillaires.

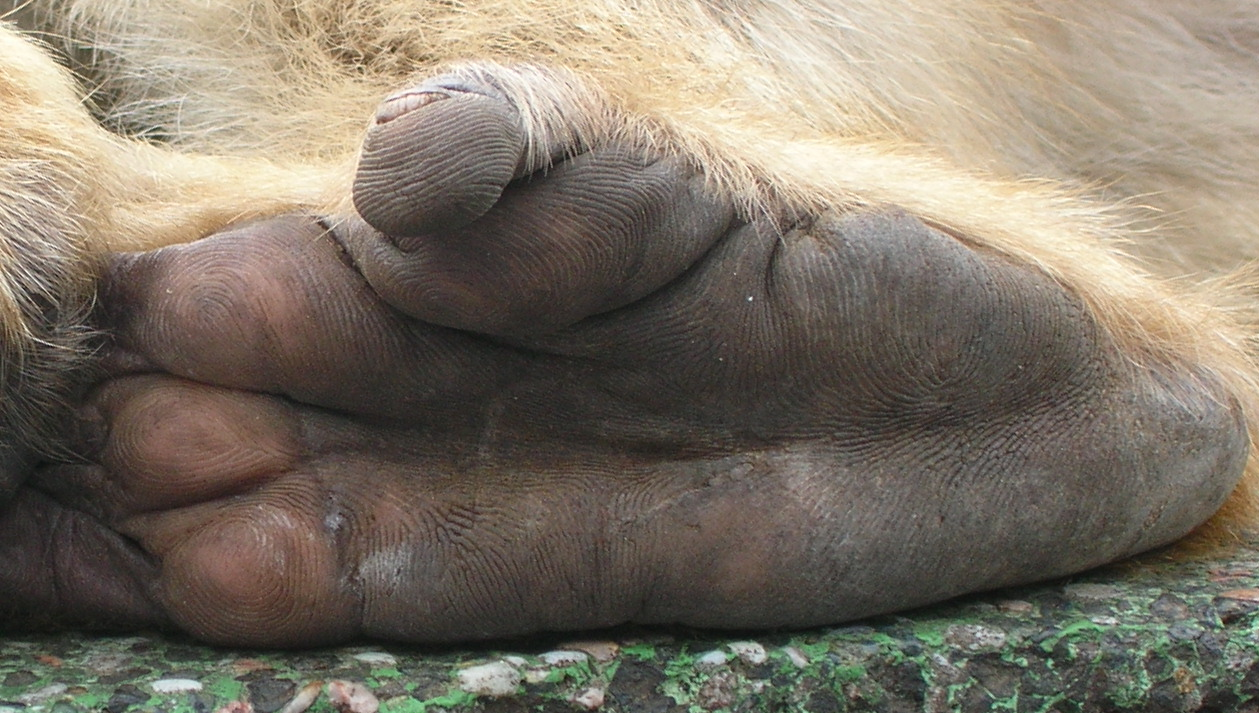
Dermatoglyphes d'un macaque de Barbarie.

Les dermatoglyphes (n. m., du grec δέρμα / dérma, « peau », et γλυφή / gluphế, « gravure ») sont les figures de la face palmaire des mains, de la plante des pieds, des doigts (appelées dans ce cas empreintes digitales) et des orteils, dessinées par les plis épidermiques (crêtes et sillons). Ils sont présents chez les humains, mais aussi chez d'autres espèces animales comme les pongidés, les koalas et aussi sous la queue préhensile des platyrrhiniens (singes sud-américains), en forme de chevrons chez les alouates,.
Le terme dermatoglyphe est parfois employé, dans un sens plus large mais improprement, pour désigner tout ce qui a une signature unique : empreintes digitales, sutures crâniennes, flocons de neige.

## Histoire
La description scientifique des crêtes et des sillons est réalisée pour la première fois en 1678 par Nehemiah Grew, un botaniste et morphologiste anglais, dans un rapport à la Royal Society. Vers 1850, William James Herschel est le premier à utiliser les empreintes palmaires à des fins d'identification dans les Indes britanniques. Il consacre sa vie à leur étude afin, notamment, d'en démontrer la permanence dans le temps.
Le terme dermatoglyphe est inventé en 1923 lors d'un congrès américain de l'Association américaine des anatomistes (en) par Harold Cummins (en), considéré comme le « père de la dermatoglyphie » (l'étude des dermatoglyphes). La dermatoglyphie est utilisée dans la dactyloscopie et dans l'étude des maladies génétiques (pour différencier ou diagnostiquer différents syndromes).

## Physiologie

### Description
Les crêtes dermo-épidermiques, espacées entre elles d'environ un millimètre, correspondent en profondeur à une double rangée de papilles dermiques, d'où leur autre nom de crêtes papillaires.
Ces dessins sont propres à chaque individu, y compris chez les vrais jumeaux car ils dépendent, en plus du patrimoine génétique, d'autres facteurs comme la vitesse de croissance, l'alimentation du fœtus, sa pression sanguine, etc.

### Formation
Les dermatoglyphes sont définitivement formés dès le sixième mois de la vie intra-utérine. Leur géométrie est fixée définitivement pour toute la vie de l’individu et les seules déformations qui se produiront ensuite viendront de la croissance, de façon homothétique, en gardant les mêmes proportions et les mêmes particularités. Les dessins sont donc fixes et inaltérables. Ils ne disparaissent que par putréfaction. De plus, que l'on se brûle, se coupe, que l'on ait des ampoules ou des verrues, les détails papillaires se reconstituent sans cesse à l'identique.
Le rôle des gènes responsables du développement des membres dans la constitution des dermatoglyphes, via les protéines qu'ils codent, est identifié en 2022. Une première protéine (de type WNT) stimule la formation des crêtes, une autre (de type BMP) l'inhibe et forme donc des sillons, tandis qu'une troisième (EDAR (en)) contrôle la taille et l'emplacement des crêtes et sillons. L'antagonisme des deux premières engendre un système de réaction-diffusion, comme pour la répartition des écailles colorées de certains poissons, les rayures des zèbres ou les taches de la fourrure des léopards. Les dermatoglyphes se forment par vagues successives à partir de trois régions du doigt, l'extrémité, le milieu et le creux de la phalange. Un modèle numérique indique que l'unicité des motifs résulte de turbulences lors de la rencontre des vagues,.

### Utilité fonctionnelle
Les crêtes augmentent la capacité de friction des surfaces des mains et des pieds et, par conséquent, raffermissent la prise. En effet chez les mammifères, les pelotes palmaires et plantaires, surtout marquées chez les formes marcheuses, s'aplatissent avec l'arboricolisme et le développement des fonctions de préhension et de tact. Chez les hominoïdes, la surface de la main est devenue presque plane et les formations dermatoglyphiques n'indiquent parfois même plus l'emplacement primitif des pelotes.
Elles semblent aussi jouer un rôle dans la sensibilité, partout où la peau est en situation de frottement ou de pression. Par exemple le coussinet externe des phalanges des chimpanzés et des gorilles en est garni, alors qu'il n'a pas de fonction dans la préhension.

## Adermatoglyphie
L’adermatoglyphie (absence de dermatoglyphes) est une anomalie en rapport avec une mutation génétique extrêmement rare. Cette maladie a été découverte en 2007, alors qu’une Suissesse se rendait aux États-Unis. Son identification papillaire a été impossible puisque ses doigts étaient lisses. Après enquête, sur les seize membres de la famille, neuf étaient atteints de cette maladie génétique extrêmement rare qui est une mutation du gène SMARCAD1. Cette modification n’affecte pas le reste du corps, le seul problème apparaît lors de la délivrance de certains papiers officiels nécessitant un relevé d’empreintes. À ce jour, quatre familles dans le monde possèdent cette particularité.

## Archéologie
Des traces de dermatoglyphes préhistoriques sont connues dans certains sites archéologiques. Ceci est notamment le cas à la grotte aux points d'Aiguèze (Gard, France). Dans cette grotte des dermatoglyphes ont été identifiés sur plusieurs empreintes de paumes ocrées laissées contre les parois au Paléolithique supérieur. Ces dermatoglyphes ont fait l'objet d'une analyse chiroscopique dans le cadre du projet « Datation Grottes Ornées ».